# Противостояние в Мариуполе (2014)
Противостояние в Мариуполе — один из эпизодов войны на Донбассе, обострение противостояния в южных и восточных регионах страны. Противостояние в своём пике вылилось в вооружённые столкновения между противниками украинских властей, с одной стороны, и украинскими силами с другой стороны.
В 2014 году Мариуполь был захвачен поддерживаемыми Россией сепаратистами. В июне 2014 город был освобожден батальоном Азов.

## Предыстория
В начале 2014 года (по результатам выборов 2010 года) власти Мариуполя — глава города Юрий Хотлубей и подавляющее большинство городского совета — были представлены Партией регионов.
21 февраля 2014 года на Украине произошла смена власти, в результате которой Верховная рада отстранила президента Виктора Януковича, представлявшего Партию регионов, от власти и назначила временное правительство до досрочных выборов президента Украины, которые были назначены на 25 мая 2014 года. На Востоке Украины сформировалось протестное движение.

## Протесты в Мариуполе
16 марта возле горсовета состоялся митинг в поддержку референдума[какого?]. Под дождем собралось около 300 человек с российскими флагами, которые потребовали отставки городского головы. В тот же день около 50 человек с использованием автомобилей заблокировали пограничную воинскую часть по улице Гагарина по подозрению в выводе в Днепропетровск для переформирования её личного состав и приданной техники. Население города, в связи с инцидентами в Волновахском районе 15-16 марта (в ходе которых местные жители препятствовали движению военной техники в сторону Мариуполя), было встревожено; несколько активистов обустроили блокпост на въезде в город и организовали досмотр проезжающего автотранспорта. Организаторы блокпоста были задержаны.
18 марта состоялся митинг у здания горсовета в поддержку референдума. Протестующие под флагами России и коммунистической партии сняли с петель входную дверь в горсовет, и отправили пять представителей на проходивший в это время в здании горсовета круглый стол. На собрании в горсовете присутствующими представителями политических партий, общественных организаций и митингующих, был обсуждён вопрос о проведения референдума или социологического опроса, принятие каких-либо решений было запланировано на предстоящую 25 марта сессию городского совета. Городской голова Юрий Хотлубей выступил с заявлением о планах не выдвигаться на новый срок на должность городского головы и огласил список своих возможных преемников. Местные выборы, по его словам, должны состояться в течение 4-5 месяцев. Тем временем активисты митинга перешли на «Пост-мост» (мост через реку Кальмиус), где примерно на полчаса—час заблокировали движение общественного транспорта и не допустили выезда из города задержанной ими машины с пограничниками.
19 марта противниками Евромайдана была осуществлена попытка блокирования пограничной части на улице Гагарина. Милиция задержала и в тот же день отпустила 13 участников блокирования части.
20 марта в рамках мероприятий обновления личного состава правоохранительных органов в Донецкой области, был снят глава Мариупольского городского управления Внутренних дел Украины, Александр Бугай (возглавлявший мариупольскую милицию с января 2011 года).
На брифинге 21 марта заместитель начальника Мариупольского городского управления Внутренних дел Украины Юрий Горустович сообщил, что милиция открыла шесть уголовных дел на участников «пророссийских митингов».
22 марта возле здания Мариупольского горсовета прошёл большой митинг в поддержку Януковича как легитимного Президента Украины. Участников митинга собирали через социальные сети и путём раздачи листовок. Собралось более тысячи человек, без российских флагов, но со множеством плакатов. Было записано обращение к четвёртому президенту Украины с призывами обеспечить действие Конституции Украины и защитить граждан Украины от нарушения их прав. Затем часть митингующих отправилась в сторону Донецкой трассы, где у дорожного знака при въезде в город было записано ещё одно, аналогичное обращение к Януковичу.
23 марта возле здания Мариупольского горсовета вновь прошёл митинг в поддержку президента Януковича, а также против уголовных преследований в отношении активистов Мариуполя. Возле здания Мариупольского горсовета появился палаточный лагерь из трёх палаток с круглосуточным дежурством, организовано питание и подвоз воды. Для отопления ночью активисты жгли поленья в бочках. Уже на следующий день количество палаток увеличилось до девяти, была организована кухня и иная инфраструктура.
Позднее стало известно, что резолюцией митинга 23 марта было выражено недоверие главе городу Юрию Хотлубею и секретарю городского совета Федаю. Митинг единогласно проголосовал за избрание «народным мэром» Мариуполя Дмитрия Кузьменко, «секретарём городского совета» — Игоря Лютикова. «Народный мэр» Дмитрий Кузьменко подтвердил свою готовность временно возглавить город. Кроме того, протестующие потребовали оставить в должности главы мариупольской милиции Александра Бугая.
24 марта, из-за угрозы захвата, назначенная на 25 марта сессия горсовета была перенесена на неопределённый срок. В этот же день стало известно, что исполняющим обязанности начальника мариупольской милиции был назначен ранее возглавлявший милицию города Шахтёрска Сергей Горулько. На прошедшем в этот день круглом столе представителями политический партий и общественности была обсуждена ситуация, сложившаяся в городе. Требования депутатов фракции Партии Регионов остались неизменными: «децентрализация власти, принятие законов о создании муниципальной милиции и государственном статусе русского языка, пресечение проявлений фашизма, а также обязательное согласование с громадой кандидатур руководителей исполнительной власти и силовых структур при назначении их на должности». «Народный мэр» Дмитрий Кузьменко сказал, что позиция митингующих остается прежней: референдум и федерализация Донецкой области.
25 марта, несмотря на отмену сессии горсовета, митинг под стенами горсовета всё же состоялся. Здание было окружено тремя рядами сотрудников милиции, попыток захвата предпринято не было. Губернатор Донецкой области Сергей Тарута в интервью пообещал жёстко реагировать на «представителей полукриминального мира» Мариуполя.
Сессия горсовета состоялась 28 марта. Депутаты решили поддержать проведение социологического исследования в Мариуполе, создать общественный совет при горсовете, ввести двух представителей в состав исполкома. В своём обращении к Верховной Раде депутаты предложили сделать русский язык вторым государственным, принять закон о муниципальной милиции, также говорилось о децентрализации власти и бюджета. Выступивший на сессии Кузьменко заявил, что он не доверяет новой власти, потребовал проведения референдума и разоружения украинской армии для недопущения войны с Россией, а также сообщил, что силового захвата здания горсовета не будет.
В субботу, 29 марта прошло два митинга против новой власти. У горсовета собралось около тысячи человек. Выступающие поддерживали Януковича, требовали проведения референдума. «Народный мэр» Дмитрий Кузьменко в своём выступлении заявил, что информация о привлечении его к уголовной ответственности, которую озвучили в вышедшем несколько дней назад сюжете на канале «ТСН» — ложь и он намерен подавать на телеканал в суд. Второй митинг, у памятника Ленину, собрал около 100 человек.
31 марта погранчасть на улице Гагарина, в связи с прибытием отмобилизованных резервистов из Запорожья, была заблокирована активистами, которые разошлись около 23 часов вечера.
Ночью 5 апреля «народный мэр» Мариуполя Кузьменко был задержан сотрудниками СБУ, утром обыскана квартира где проживает Игорь Лютиков, был задержан (но вскоре отпущен) член горкома КПУ Дмитрий Пуговкин.
Митинг в поддержку задержаного Кузьменко начался у здания городской администрации, затем митингующие отправились к зданию СБУ, а около 15 часов пришли к зданию прокуратуры. Протестующие выбили стекла на первом этаже прокуратуры, обкидали яйцами и зашли внутрь. Не найдя прокурора, протестующие были вытеснены из здания сотрудниками правоохранительных органов. Затем толпа двинулась к зданию горсовета, где выдавили стекла и дверь. Милиция препятствовала протестующим, возникла потасовка. По факту захвата здания прокураторы и нападения на здание Мариупольского городского совета были возбуждены уголовные дела. По сообщению СБУ, Кузьменко был доставлен в следственный изолятор СБУ в Киеве, по нему открыто уголовное производство по обвинению в посягательстве на территориальную целостность и неприкосновенность Украины
.
6 апреля состоялся мирный митинг у горсовета, без флагов, с малым количеством лозунгов и транспарантов.

## Провозглашение Донецкой Народной Республики
7 апреля в Донецке была провозглашена Донецкая Народная Республика. Это событие сразу же было поддержано в палаточном лагере у городского совета Мариуполя. Обсуждалось то, что мужчины из лагеря уехали в Донецк утром, но им требуется подкрепление. Поэтому всех мужчин просили подходить к палаточному городку и записываться на запланированный на вечер второй выезд. По информации СМИ, несколько сотен мариупольцев принимали активное участие в захвате здания Донецкой областной администрации.
9 апреля глава города Хотлубей опубликовал обращение к жителям Мариуполя, где подчеркнул, что Мариуполь — за единую и неделимую Украину. Ночью 9 апреля была осуществлена попытка поджога палаточного городка у горсовета коктейлями Молотова. В этот же день прошло шествие с флагами Украины в поддержку целостности страны. 11 апреля в ходе митинга за единую Украину на митингующих напали несколько молодых людей с битами. В результате драки зафиксировано трое пострадавших.
12 апреля на митинге у горсовета появились люди в масках и флаги Донецкой Народной Республики. Выступающие призывали идти на местные телеканалы МТВ и Сигма, чтобы пообщаться с руководством, так как их акции, по их мнению, неправильно освещаются. Несколько тысяч человек отправилось к ДК «Молодёжный», где предположительно скрывались бойцы «Правого сектора», однако никого не обнаружили. Митингующие пытались пообщаться с руководством ТРК «Сигма», но дверь в редакцию была закрыта.
13 апреля состоялся митинг сепаратистов, в результате которого протестующие заняли здание горадминистрации. Милицейский заслон вынужден был отступить под натиском 1000 митингующих. Флаги Украины были сняты, вместо них установлены флаги Донецкой области, красный флаг и флаг ДНР. Около тысячи человек соорудили перед входом в здание высокие баррикады и обнесли колючей проволокой. На здании горсовета был растянут плакат «Донецкая Народная Республика». Таким образом митингующие провозгласили город территорией ДНР. Объявлено о роспуске депутатского корпуса горсовета. Милиция в полной боевой готовности находилась с противоположной стороны горсовета, однако ничего не предпринимала. Около 16:00 несколько сотен молодых парней с дубинками направились к зданию Мариупольского горуправления милиции, где проходил небольшой митинг в защиту единства Украины. Молодёжь избила митингующих — пострадало 9 человек, шестеро из которых были помещены в реанимацию (в том числе депутат горсовета Игорь Решетняк). После этого большая их часть вернулась к зданию горсовета. Городской голова Хотлубей призвал не допустить кровопролития и заявил о готовности к переговорам. Вечером с баррикад объявлено, что были избраны 75 депутатов местного совета. Переговоры с представителями милиции ведёт Денис Кузьменко, старший брат «народного мэра». Избранные депутаты провели первое заседание и избрали нового «народного мэра», который будет исполнять обязанности до освобождения Дмитрия Кузьменко. Им стал депутат Донецкой народной Республики Вячеслав Куклин.
После захвата горсовета палаточный городок, находившийся рядом был разобран. Как минимум в первые дни, в здании не было допущено мародерства, захватчики здания пригласили сотрудников горсовета работать на своих местах. Вместе с тем городской голова Хотлубей заявил, что основной проблемой является доступ сотрудников в здание и отправил на переговоры своих представителей. Хотлубей поддержал действия милиции, которая не стала применять силу и позволила захватить здание дабы избежать кровопролития и, призвав к переговорам, был готов предоставить несколько кабинетов в здании для протестующих.
14-15 апреля народные депутаты Украины Владимир Бойко, Алексей Белый, Сергей Матвиенков, руководство завода Азовмаш, Мариупольского морского торгового порта, ректора Мариупольского государственного и Приазовского государственного технического университетов, председатели городского совета ветеранов, Приазовской ассоциации ветеранов Афганистана (воинов-интернационалистов), главный редактор газеты «Приазовский рабочий», председатели профкомов предприятий комбинатов им. Ильича и «Азовсталь» призвали мариупольцев не поддаваться на призывы к радикализму и насилию с какой бы стороны они не раздавались.
Активисты, захватившие здание, заявляли о невозможности жить на Украине с «фашистской властью» и ждали помощи от России. Намерений добровольно покидать горсовет у его захватчиков не было. По словам одного из активистов, в здании находились «несколько профессиональных охотников», которые имели оружие.
16 апреля у здания горсовета появились люди спортивного телосложения в одинаковой форме, впервые была запрещена съёмка, был введён пропускной режим, вывешены «чёрные списки» людей, «пропагандирующих нацизм», вывешены несколько дополнительных флагов России и укреплены баррикады вокруг здания.
Вечером того же дня произошла попытка вооружённого захвата воинской части — батальона внутренних войск № 3057, в ходе которого по активистам, выступающим за федерализацию, был открыт огонь на поражение из автоматического оружия.
Около 20:00 у воинской части начался митинг. По первоначальным сообщениям СМИ, митинг возглавили матери солдат-срочников, срок службы которых истёк, но их продолжают удерживать в части не давая никаких объяснений. Кроме этого, как заявила одна из присутствующих матерей, солдат в части не кормят. Другие СМИ писали о требовании митингующих отдать оружие, хранящееся в части. По сообщениям очевидцев, через некоторое время подъехали люди «в серой форме», которые начали стрелять и кидать взрывпакеты или «коктейли Молотова» на территорию части. Военные утверждают, что нападавшие захватили контрольно-пропускной пункт и выдвинулись на территорию части. Из части, где находилось подразделение Национальной гвардии Украины, раздались предупредительные выстрелы в воздух, после чего нападавшие скрылись. После переговоров с требованием выйти к народу и сдать оружие, то ли появились люди и опять начали кидать «коктейли Молотова», то ли из-за ворот начали стрелять. После того, как ворота упали, из части выбежали люди в форме, которые, продолжая стрелять, начали задерживать людей. По итогам конфликта — 3 убитых (Александр Николаевич Авербах, по версии родственников — случайный прохожий, Андрей Владимирович Гужва, имя ещё одного погибшего не разглашается), 13 раненых, 77 задержанных. Заместитель руководителя пресс-службы ДНР Кирилл Руденко позже пояснил, что у ДНР была информация, что одна из воинских частей в Мариуполе готова перейти на сторону Донецкой Народной Республики. Предположительно, это был телефонный звонок командующему Народной армией ДНР Игорю Какидзянову. По словам Руденко, именно поэтому к части отправились активисты ДНР, но выяснилось, что информация о переходе части на сторону ДНР была провокацией. Генеральная прокуратура Украины признала применение оружия украинскими силовиками оправданным. Штаб мариупольского сопротивления заявил, что виновниками данного столкновения являются «солдаты в экипировке зарубежной армии, которые незадолго до начала стрельбы приземлились на 2-х вертолетах МИ-8». Кроме того, по мнению захватчиков горсовета реальное количество погибших — 19 человек, а власти намеренно скрывают реальное количество погибших. Позднее Денис Кузьменко заявил, что штурм воинской части осуществила группа приезжих из других городов, мирных же протестующих у Мариупольского горсовета эта группа силой повела к воинской части.
Для нейтрализации нападавших на часть активистов в Мариуполь был переброшен спецназ «Омега». Глава города и депутаты городского совета выступили с заявлениями, осуждающими нападение на воинскую часть и соглашающимися с тем, что основной целью нападавших было завладение оружием.
На всех въездах в Мариуполь были установлены блокпосты, контролируемые сотрудниками милиции.
21 апреля состоялся митинг у кинотеатра «Комсомолец» за единство Украины. Организатором выступила Народная дружина Мариуполя и ряд проукраинских активистов. На митинге было заявлено, что формирующаяся Народная дружина, призванная обеспечивать безопасность проукраинских сил в ситуации бездействия мариупольской милиции, насчитывает около 120 человек.
23 апреля состоялся очередной проукраинский митинг возле драматического театра, где собралось около 1000 человек. На митинге выступил глава города Хотлубей. В митинге принимали участие активисты Автомайдана, приехавшие из Киева.
В ночь на 24 апреля около тридцати проукраинских активистов в масках и с битами предприняли попытку взять под свой контроль здания горадминистрации, занятые сепаратистами. В ходе инцидента было травмировано 5 человек, находившихся в горадминистрации. После появления милиции нападавшие скрылись. По версии министра МВД Украины Арсена Авакова, в попытке освобождения Мариупольского горсовета приняли участие гражданские активисты города. Были открыты уголовные производства по статье «Умышленное лёгкое телесное повреждение». Рано утром в горсовете побывал глава города Хотлубей, сотрудники милиции, которые провели переговоры с представителями ДНР (в частности, указывалась фамилия Дениса Кузьменко) об освобождении (возможно частичном) здания. Однако конкретных результатов достичь не удалось, оцепление милиции было снято, а на флагштоке вновь был поднят флаг России. Позднее в ходе переговоров в здании Мариупольского городского управления милиции между представителями ДНР и руководителями силовых структур города (начальником мариупольской милиции Сергеем Горулько, прокурором города Сергеем Резницким, начальником ГАИ Виктором Саенко), а также депутатом горсовета Дмитрием Чекмаком и городским головой Юрием Хотлубеем была достигнута договоренность о начале уборки кабинетов Мариупольского горсовета для того, чтобы сотрудники управлений и отделов горсовета могли вернуться на свои рабочие места. Вместе с тем, активисты ДНР категорически отказались пускать главу города Хотлубея на своё рабочее место, настаивая на том, что именно ДНР является законной властью. Активисты ДНР потребовали освободить здания горсовета в обмен на обещание не захватывать других зданий. В ходе осмотра здания сотрудниками правоохранительных органов было обнаружено более 250 бутылок с зажигательной смесью, бейсбольные и самодельные биты, 2 пистолета неустановленного образца. Вечером у горсовета состоялся митинг, собравший около 1000 сепаратистов. Митингующие потребовали от милиции немедленно разобраться с нападавшими на горсовет, представители Мариупольской милиции рассказали о проводимых следственных действиях. На прошедшем в этот же день круглом столе с представителями политических партий Денис Кузьменко призвал сотрудников горсовета (кроме Хотлубея) вернуться на рабочие места в захваченное ДНР здание. По его словам, необходимо готовиться к референдуму 11 мая, в чём могли бы помочь сотрудники мэрии. Однако секретарь городского совета Андрей Федай заявил, что возвращаться туда можно только после проведения ремонта.
26 апреля перед горсоветом была развернута выставка движения «Суть времени» о сотрудничестве украинских националистов с фашистами во время Второй мировой войны, с западными спецслужбами во время «холодной войны», о участии радикальных националистов в Евромайдане.
28 апреля глава города Хотлубей на своей пресс-конференции призвал к мирному решению конфликта и заявил о том, что готов подать в отставку, если здание горсовета будут возвращать силовым методом. В этот же день состоялась первая пресс-конференция представителей ДНР, председательствовал на которой Денис Кузьменко. Разговор шёл о проведении референдума о государственной самостоятельности Донецкой народной республики, назначенного на 11 мая. Представители ДНР заявили, что референдум под угрозой срыва из-за того, что украинские войска взяли Мариуполь в кольцо и контролируют ситуацию в городе, возможен вооруженный конфликт.
29 апреля в большом зале горсовета прошла встреча актива ДНР с руководителем миссии ООН по правам человека в Донецкой области Марьяной Коцаровой. Активисты поясняли свои позицию, требовали запрета националистических организаций на Украине, освобождения политических заключенных, в частности, Дмитрия Кузьменко.
29 апреля появились сообщения о возможной подготовке сепаратистов к захвату города, а 30 апреля в результате маленьких митингов у районных администраций города флаги ДНР появились на зданиях всех райадминистраций (по другим данным, как минимум над Ильичёвской и Орджоникидзевской). По сведениям пресс-службы Генеральной прокуратуры Украины, флаги устанавливались активистами ДНР самостоятельно, без санкции районных руководителей, о захвате всего здания речь не шла.
1 мая в Мариуполе прошли первомайское шествие и митинг под флагами Донецкой Народной Республики, Компартии Украины. У многих участников были георгиевские ленточки. По разным оценкам, три-пять тысяч человек скандировали «Референдум» и «Россия». Представители коммунистов требовали «лишить власти олигархов над градообразующими предприятиями», а активисты ДНР сообщили о смещении с должностей руководителей городских силовых ведомств и о том, что на их места прибыли люди, назначенные Киевом.
1 мая приказом министра МВД Украины начальником Мариупольского ГУ назначен полковник милиции Валерий Андрущук, ранее работавший в милиции Мариуполя, затем в ГУМВД Украины в Донецкой области и в ГУМВД Украины в Запорожской области. В этот же день появились сообщения о том, что Андрущук подал в отставку под давлением активистов ДНР, пришедших после первомайского митинга к зданию Мариупольского горуправления милиции и потребовавших Андрущука прикрепить георгиевскую ленточку к одежде, от чего тот отказался. После этого активисты ДНР установили флаги ДНР над зданиями городской милиции, СБУ и прокуратуры.

## Вооружённый конфликт

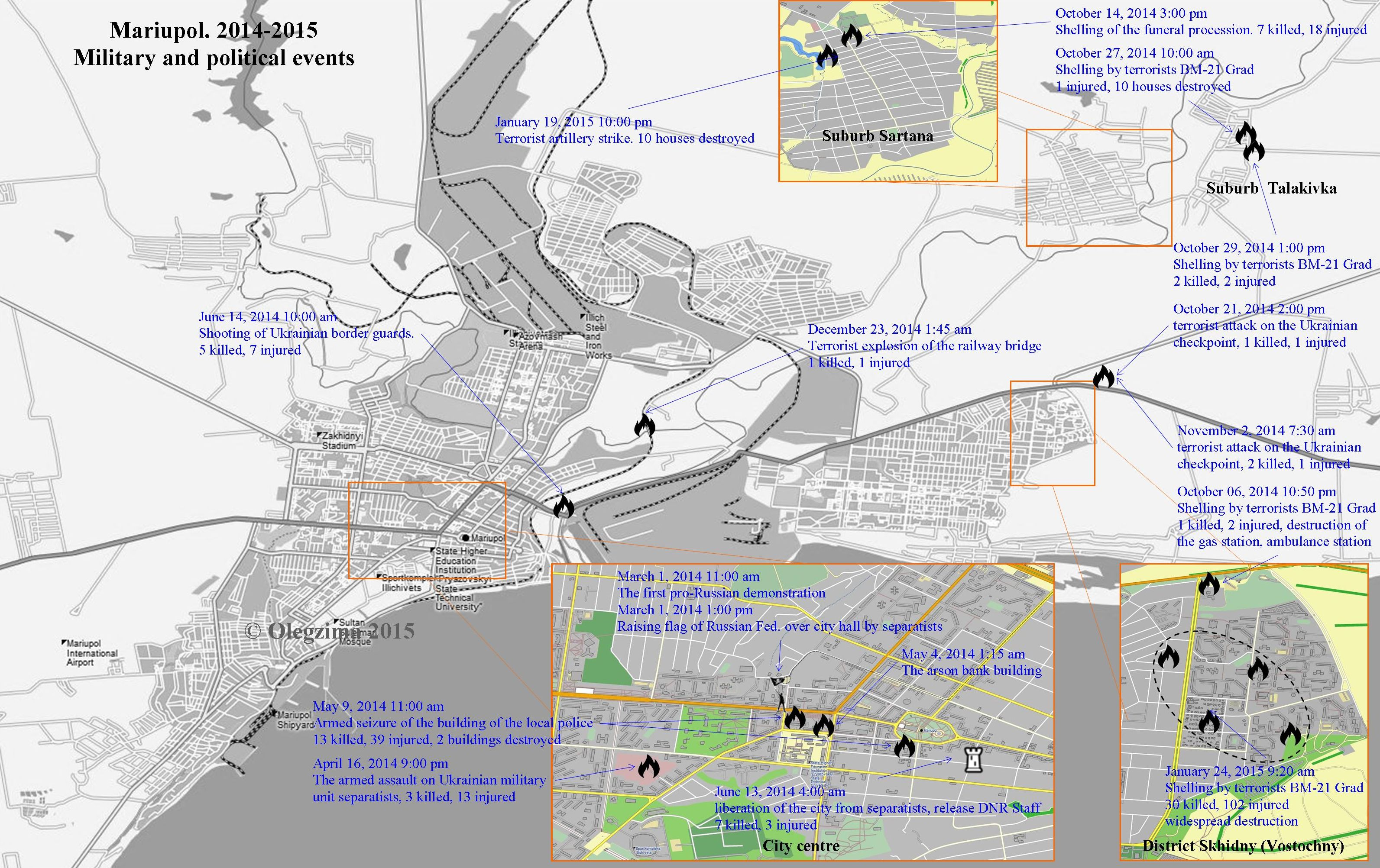
Мариуполь. 2014—2015. Военные и политические события (схема города)

### Начало противостояния
Вечером 3 мая в центре Мариуполя началась стрельба, перешедшая в ночной вооружённый конфликт. Причины и ход событий неясен. Местные жители посчитали, что в городе началась активная фаза антитеррористической операции. В частности, сообщалось, что неизвестные люди в чёрной форме и масках без опознавательных знаков штурмуют здание горадминистрации. Были подожжены автомобильные покрышки, затем загорелось здание «Приватбанка», автомобиль, были разбиты стёкла в салоне шуб, разгромлен офис кандидата в президенты Украины Петра Порошенко. Вместе с тем, за ночь в больницы города люди с огнестрельными ранениями не поступали. По информации медиков, пострадало 4 человека (перелом руки у женщины, сердечный приступ у мужчины, ушибы, ссадины). По официальной версии милиции, в 15:00 3 мая на блокпост военнослужащих Вооружённых сил Украины в посёлке Рыбацкое приехали несколько граждан с продуктами питания для военных. В продуктах содержалось снотворное, и после того как пятеро военнослужащих оказались в беспомощном состоянии, их вместе с оружием (автоматы, гранатомёт, пулемёт) захватили в плен около 20 человек на трёх машинах. Пленников и оружие отвезли в горсовет, контролируемый ДНР. Милиция провела переговоры, и пленные были освобождены. Однако оружие активисты отдавать отказались, начались выстрелы, поджоги. В результате ночных событий по подозрению в поджогах были задержаны трое граждан, но оружие так и не было возвращено.
4 мая в Интернете появилось видеообращение сепаратистов Мариуполя, заявляющих о том, что они выдвигаются для оказания помощи «сражающемуся Славянску». На видео сепаратисты стоят с пистолетами и автоматами Калашникова, флагами ДНР и России, иконами.
По городу стали массово распространять листовки с призывом поддержать государственную независимость ДНР на референдуме 11 мая.
6 мая начали поступать сообщения о перестрелках в районе аэропорта, которые были восприняты как начало штурма города. Очевидцы рассказывали о появлении «людей в чёрном», которые оказались военизированным формированием. Сепаратисты начали жечь покрышки возле горсовета на проспектах Ленина и Нахимова. Вечером возле блок-поста в районе Мангуш произошёл бой между сепаратистами ДНР и бойцами батальона милиции спецназначения «Азов». В результате боя один сепаратист был убит, а министр обороны ДНР Игорь Какидзянов взят в плен. Также сообщалось о перестрелке на блок-посте в районе посёлка Агробаза.
В ночь с 6 по 7 мая в центре Мариуполя произошли вооружённые столкновения между местными силовиками и сепаратистами. Тогда же бойцы отряда Ляшко напали на базу сепаратистов в окрестностях Мариуполя, где овладели арсеналом оружия.
Утром 7 мая украинские силовики произвели зачистку горсовета Мариуполя от активистов с применением слезоточивого газа. Находившиеся в горсовете активисты были арестованы.

### 9 мая

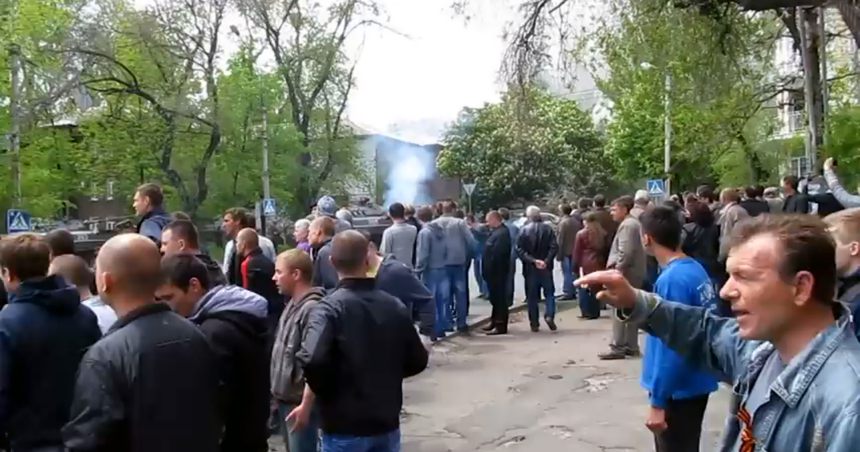
Пророссийские протестующие у здания ГУВД города 9 мая 2014 г.

В центре города происходили эпизодические столкновения между силовиками и сепаратистами. В ходе противостояния сепаратисты захватили одну неисправную БМП и отбуксировали её к горсовету. Были тяжело ранены представитель оперативного командования «Юг» полковник Андрей Дермин и командир части Национальной гвардии Сергей Савинский, убиты Сергей Демиденко, заместитель командира 1-го батальона территориальной обороны Днепропетровской области и начальник ГАИ Мариуполя Саенко, Виктор Александрович.
Согласно The Guardian, по меньшей мере семь человек погибли, когда украинская армия вошла в город, чтобы восстановить контроль над штаб-квартирой милиции, где бойцы сепаратистов перестреливались с забаррикадировавшейся милицией. Нападение закончилось пожаром в здании и погибшими с обеих сторон.

#### Версия украинских властей
В 10 часов утра к зданию УМВД прибыли члены незаконного вооруженного формирования, командиром которого был Олег Недавний с позывным Мангуст, численностью около 20 человек. Часть прибывших были в камуфляже и балаклавах, вооружены автоматическим оружием. Сымитировав доставку задержанного (роль задержанного выполнял один из прибывших в гражданской одежде), они смогли обмануть дежурного и ворвались в здание УМВД. При этом часть прибывших в гражданской одежде с оружием в руках остались на улице. По случаю выходного дня в здании УМВД сотрудников практически не было — только две смены дежурных, около 14 человек. Нападавшие смогли занять первый и второй этажи здания, угрожая сотрудникам оружием и производя предупредительные выстрелы в потолок и стены.
На третьем этаже здания, в кабинете начальника Мариупольского ГУ находились представитель в/ч 3057, начальник МОБ УМВД Черкасской области (рота ППС из Черкасс прибыла в город накануне), представители из Минобороны, зам. комбата 20-го БТрО «Днепропетровск» Демиденко, начальник ГАИ Саенко, заместители начальника МГУ — в 10:00 должно было начаться совещание по взаимодействию новоприбывших подразделений и недопущению дальнейших провокаций как со стороны жителей г. Мариуполь, так и бойцов подразделений. Большая часть находившихся в кабинете начальника МГУ была без оружия (у Демиденко был автомат).
После выстрелов большая часть присутствовавших выбежали в общий коридор на 3-м этаже. Услышав переговоры нападавших («первый этаж наш», «второй этаж наш»), увидев на лестничной площадке между вторым и третьим этажом вооружённых людей, они понимают, что происходит захват здания. Им удаётся организовать оборону на третьем этаже, забаррикадировать ближайший лестничный пролёт. При этом один из заместителей начальника МГУ вступает в перестрелку с нападавшими, позже к нему присоединяется вооружённый автоматом Демиденко. В перестрелке Демиденко получает лёгкое ранение, так же ранение получает один из представителей Минобороны и сотрудник милиции Мариуполя связной Михаил Ермоленко. Командиры по мобильным телефонам связываются со своими подразделениями, вызывают подкрепление. Спустя несколько минут находившийся возле окна Сергей Демиденко получает смертельное ранение, предположительно — стреляет снайпер из соседнего дома. Начальник ГАИ Саенко бежит в другой конец здания, где прыгает из окна 3-го этажа. Практически сразу после приземления он будет расстрелян.
Примерно в 10:20 прибывает подкрепление — сводный отряд Национальной гвардии, немного позже — два отделения бойцов из батальона «Азов». На подходе к зданию УМВД их встречают плотным огнём — погибает солдат Богдан Шлемкевич, несколько бойцов получают тяжёлые ранения. Так же был убит боец батальона «Азов» Родион Добромолов. При этом, «азовцы» проникают во внутренний двор, а оттуда — на первый этаж здания УМВД, где вступают в бой.
К 11:30 к зданию подходят бойцы Национальной гвардии, 20-го БТрО, а также бронетехника 72-й механизированной бригады. По ним ведут огонь со второго этажа здания УМВД — тяжёлое ранение получает солдат 20-го БТрО Олег Эйсмант (он умрёт по дороге в госпиталь). Начинается массированный обстрел второго этажа здания УМВД, где находятся нападавшие.
К 12:40 начинает подходить гражданское население с митинга. Бой затихает, но эпизодические перестрелки продолжаются. Среди населения быстро распространяется версия: «нацгвардия расстреливает восставших милиционеров». Протестующие ведут себя агрессивно, пытаются остановить военную технику. Часть подразделений отходит от здания УМВД.
Около 13:00 здание загорается и быстро заполняется дымом. Начинается эвакуация людей из горящего здания. Подъезжают пожарные машины, по лестницам спускаются с верхних этажей заблокированные милиционеры. Активно помогает гражданское население — выламывают решетки на окнах, помогают спустившимся сотрудникам милиции. Из-нескоординированности действий различных подразделений, а также того факта, что их командиры были заблокированы на 3-м этаже здания УМВД, оцепление вокруг здания так и не было выставлено — это позволило нападавшим беспрепятственно покинуть здание. Заблокированные на 3-м этаже силовики спускаются по лестнице с балкона, выходящего на ул. Артёма. При этом спустившийся последним Андрущук в какой-то момент оказывается без охраны, и похищается неизвестными.
В 13:30 военные и техника выводятся из города. Одна БМП заглохла и оставлена экипажем на улице города, после чего захвачена «пророссийскими демонстрантами», которые после столкновений построили баррикады в центре города. Министр внутренних дел Арсен Аваков заявил, что снайпер со стороны сепаратистов стрелял с верхних этажей больницы по украинским солдатам и гражданским лицам.
После боевых действий военные ушли из города, оставив его полностью под контролем демонстрантов. Они сохранили контроль над контрольно-пропускных пунктах, окружающих город. В ночь на 10 мая было подожжено здание Мариупольского городского совета, разграблено неизвестными три оружейных магазина.

#### Версия представителейДНР
Начальник милиции Мариуполя Валерий Андрощук, назначенный на эту должность 1 мая 2014 года, отдал приказ применить силу против активистов. Правоохранители сообщили своему начальнику, что выполнять такой приказ не будут, и уведомили его, что переходят на «сторону народа». В ответ на это Андрощук достал оружие и выстрелил в одного из своих подчинённых, серьёзно ранив его. Сотрудники МВД подняли бунт. Андрощук забаррикадировался в одном из кабинетов и запросил помощь Нацгвардии. Последняя пришла на подмогу и начала атаку, применив тяжёлую технику и вооружение, в том числе и против «гражданских лиц», выступивших на стороне милиционеров.
Здание городского отдела милиции Мариуполя было сильно повреждено и в нём начался пожар.

Журналист «Вести. Украина» так описывал завершение событий: 
Окончание штурма я успеваю застать — здание пылает как факел, стены зияют пробоинами — милицию обстреляли из гранатомётов и пулемётов. Здесь произошёл настоящий бой. Из здания пытались отстреливаться мятежные милиционеры, которым не посчастливилось остаться. Большинство же успело ретироваться.

Между тем у спецбатальоновцев победоносного штурма не вышло. Не учли характер горожан. К милиции сбежалось огромное количество народа. Некоторые из собравшихся, как мне показалось, не верили в то, что могут быть убиты, — подняв руки, с громкими криками и матом они шли на нацгвардейцев, не обращая внимания на предупредительные выстрелы. Своё чёрное дело сделал и алкоголь — почти все собравшиеся, в том числе и женщины, были «под градусом»
Как сообщали «Вести. Украина», Андрощук во время штурма пытался скрыться, но местные жители догнали и избили его.

#### Погибшие
- Виктор Саенко, начальник ГАИ Мариуполя, погиб возле здания УВД[153];
- Михаил Ермоленко[укр.], сотрудник батальона патрульной службы милиции из Мариуполя, смертельно ранен в здании УВД 9 мая;
- Сергей Демиденко, заместитель командира 20-го батальона территориальной обороны Днепропетровской области, убит в здании УВД[154];
- Олег Эйсмант[укр.], солдат 20-го батальона территориальной обороны Днепропетровской области, застрелен возле здания УВД;
- Богдан Шлемкевич[укр.], боец Национальной гвардии, застрелен возле здания УВД[155];
- Родион Добродомов[укр.], боец батальона «Азов», застрелен возле здания УВД[156];
- Алексей Воробьёв — житель Мариуполя, погиб от случайной пули недалеко от здания УВД;
- Олег Колошинский — житель Мариуполя, погиб у кафе «Арбат» от выстрела в голову;
- Николай Кушнир — погиб от многочисленных ранений возле здания УВД;
- Сергей Дроздов — житель села Талаковка, умер от огнестрельного ранения в грудь в Жовтневом РОВД;
- Пётр Елесеев — житель Мариуполя, погиб от огнестрельного ранения в голову при штурме УВД;
- Леонид Воробьёв — житель Мариуполя, получил ранение возле здания УВД, умер в больнице[157];
- Гарник Арзуманян — умер от «удара по голове»[158][159].

### 10 мая
В связи с событиями 9 мая 2014 года, повлёкшими гибель людей, Мариупольский горсовет объявил 10 мая 2014 года днём траура. Захваченная днём накануне неисправная БМП была подожжена неизвестными лицами и сгорела. Во время пожара в БМП начал взрываться находящейся в ней боекомплект, отчего было ранено несколько человек.
Нацгвардия отвела свои войска из Мариуполя, оставив воинскую часть № 3057, на территории которой осталось два БТР, три грузовых автомобиля и другое военное имущество.
Был назначен новый начальник городской милиции — Олег Моргун.
Вечером 10 мая были подожжены воинская часть и городская прокуратура.

### 11 мая
В Мариуполе прошел референдум о суверенитете Донецкой Народной Республики. Было открыто 4 избирательных участка (по одному в каждом из четырех районов города) куда выстроились большие очереди. Никаких эксессов с милицией, или противниками референдума зарегистрировано не было.

### 12 мая
12 мая появилась информация, что экс-начальник городского управления милиции Мариуполя Валерий Андрощук был освобождён из плена. Его прооперировали, так как он получил многочисленные травмы.

### 18 мая
Прибывший в Мариуполь комендант города от ДНР Андрей Борисов («Чечен») провел пресс-конференцию где с братом «народного мэра» Денисом Кузьменко и действующим главой милиции города Олегом Моргуном ответил на вопросы журналистов и пообещал оборонять город.

### 26 мая
Бойцами батальона Азов атакован штаб ДНР в Мариуполе.

### 29 мая
В связи с ухудшением здоровья городской голова Юрий Хотлубей попал в больницу

### Лето

#### 1 июня
В ходе митинга у стен горсовета сепаратисты единогласно выбрали «народного мэра», им стал бывший руководитель коммунального предприятия «Альянс Гис» Фоменко Александр Григорьевич.

#### 13 июня
Батальон МВД Украины «Азов» при поддержке украинских силовиков и бронетехники выбили сепаратистов ДНР из всех удерживаемых зданий. Наиболее длительный бой развернулся возле местного штаба ДНР. К концу дня над административными зданиями Мариуполя были подняты украинские флаги. В результате операции убито 5 бойцов ДНР, несколько десятков арестовано.

#### 14 июня
Колонна Государственной пограничной службы Украины, в составе 4-х грузовых машин, 1-го автобуса и 1-го микроавтобуса, направлялась из погранчасти Мариуполя в Новоазовский район для проведения очередной ротации на украинско-российской границе. В 10:00 по местному времени при следовании колонны по мосту через реку Кальмиус, в районе «пост-моста» (центральные проходные комбината «Азовсталь»), по головной машине колонны было произведено 2 выстрела из ручного гранатомёта. В результате на месте погибло 2 военнослужащих погранвойск. На мосту завязался бой. Общие потери пограничников — 5 убитых, 7 раненых, среди нападавших потерь нет. Во время боя погиб пастор церкви «Обновление», автомобиль («Хонда») которого случайно оказался на месте боя.